# 素板处理设备
素板处理设备（Su-board processing machine），也称板材后处理线，是人造板生产流程中的主要设备之一。它主要由厚度探测器和鼓泡探测器及STS输送系统（自动仓储）组成。
素板处理设备的主要功能是检测毛板质量的好坏，它的工作流程是将经过连续平压机后的毛板，通过厚度探测器的位置传感器来探测板子的厚度。再由鼓泡探测器非接触检测毛板是否鼓泡，分层。鼓泡探测器主要由超声波发生器，超声波反射片，超声波接收器等组成。发射器水平地辐射超生波，经发射片发射后，超声波穿入上部待测的素板，一部分超声波被毛板吸收，其余超声波穿过毛板，被毛板上面的接收器接受，接受器接受的超声波的多少是根据毛板内部性质的不同而不同。鼓泡探测器不带无损探伤功能，当板子发生鼓泡时，接收器接受到的超声波减少。接收器再将结果转换成电子信号传递到其它的电气元件。最后通过软件处理成电脑界面图像。对于厚度不一或有鼓泡的毛板则自动打入废板箱。经检测合格的毛板，再通过STS输送系统（自动仓储）送入储存台冷却或送入砂光、裁切工段。
参见木材加工装备·人造板机械（豆瓣读书） （页面存档备份，存于）；德国迪芬巴赫公司人造板生产线设备介绍；德国辛北尔康普公司木质人造板生产线设备介绍